# Mulym'ja
La Mulym'ja (in russo Мулымья?), Mutom (Мутом) nell'alto corso, è un fiume della Siberia Occidentale, affluente di sinistra della Konda (bacino idrografico dell'Irtyš). Scorre nel Sovetskij e nel Kondinskij rajon del Circondario autonomo degli Chanty-Mansi-Jugra, in Russia.
Il fiume scorre lungo il bordo occidentale della bassopiano siberiano occidentale; nella parte centrale ha un corso molto tortuoso. La sua lunghezza è di 608 km e il suo bacino è di 7 810 km². Sfocia nella Konda a 698 km dalla foce. Il fiume gela da ottobre a maggio.